# Dubbeling
Een dubbeling is een tweede buitenbeplating die wordt aangebracht over de bestaande huid van een schip van bijvoorbeeld hout of staal.
Deze tweede laag is bedoeld ter bescherming van de schipshuid tegen bijvoorbeeld paalworm, roest, averij of slijtage. Als het om een houten dubbeling gaat, is deze vaak gemaakt van een goedkope houtsoort zoals grenen omdat de dubbeling waarschijnlijk beschadigd wordt.
Tentijde van de VOC was dit al gebruikelijk.